# Zoraida fuliginosa
Zoraida fuliginosa är en insektsart som beskrevs av Frederick Arthur Godfrey Muir 1913. Zoraida fuliginosa ingår i släktet Zoraida och familjen Derbidae. Inga underarter finns listade i Catalogue of Life.